# Listă cu cele mai bune romane din SUA în anii 1970

## 1970
1. Love Story de Erich Segal
2. The French Lieutenant's Woman de John Fowles
3. Islands in the Stream de Ernest Hemingway
4. The Crystal Cave de Mary Stewart
5. Great Lion of God de Taylor Caldwell
6. QB VII de Leon Uris
7. The Gang That Couldn't Shoot Straight de Jimmy Breslin
8. The Secret Woman de Victoria Holt
9. Travels with My Aunt de Graham Greene
10. Rich Man, Poor Man de Irwin Shaw

## 1971
1. Wheels de Arthur Hailey
2. The Exorcist de William P. Blatty
3. The Passions of the Mind de Irving Stone
4. The Day of the Jackal de Frederick Forsyth
5. The Betsy de Harold Robbins
6. Message from Malaga de Helen MacInnes
7. The Winds of War de Herman Wouk
8. The Drifters de James A. Michener
9. The Other de Tom Tryon
10. Rabbit Redux de John Updike

## 1972
1. Jonathan Livingston Seagull de Richard Bach
2. August 1914 de Aleksandr Solzhenitsyn
3. The Odessa File de Frederick Forsyth
4. The Day of the Jackal de Frederick Forsyth
5. The Word de Irving Wallace
6. The Winds of War de Herman Wouk
7. Captains and the Kings de Taylor Caldwell
8. Two from Galilee de Marjorie Holmes
9. My Name is Asher Lev de Chaim Potok
10. Semi-Tough de Dan Jenkins

## 1973
1. Jonathan Livingston Seagull de Richard Bach
2. Once Is Not Enough de Jacqueline Susann
3. Breakfast of Champions de Kurt Vonnegut
4. The Odessa File de Frederick Forsyth
5. Burr de Gore Vidal
6. The Hollow Hills de Mary Stewart
7. Evening in Byzantium de Irwin Shaw
8. The Matlock Paper de Robert Ludlum
9. The Billion Dollar Sure Thing de Paul E. Erdman
10. The Honorary Consul de Graham Greene

## 1974
1. Centennial de James A. Michener
2. Watership Down de Richard Adams
3. Jaws de Peter Benchley
4. Tinker, Tailor, Soldier, Spy de John le Carré
5. Something Happened de Joseph Heller
6. The Dogs of War de Frederick Forsyth
7. The Pirate de Harold Robbins
8. I Heard the Owl Call My Name de Margaret Craven
9. The Seven-Per-Cent Solution de Nicholas Meyer
10. The Fan Club de Irving Wallace

## 1975
1. Ragtime de E. L. Doctorow
2. The Moneychangers de Arthur Hailey
3. Curtain de Agatha Christie
4. Looking for Mr. Goodbar de Judith Rossner
5. The Choirboys de Joseph Wambaugh
6. The Eagle Has Landed de Jack Higgins
7. The Great Treasure de Irving Stone
8. The Great Train Robbery de Michael Crichton
9. Shōgun de James Clavell
10. Humboldt's Gift de Saul Bellow

## 1976
1. Trinity de Leon Uris
2. Sleeping Murder de Agatha Christie
3. Dolores de Jacqueline Susann
4. Storm Warning de Jack Higgins
5. The Deep de Peter Benchley
6. 1876 de Gore Vidal
7. Slapstick or Lonesome No More! de Kurt Vonnegut
8. The Lonely Lady de Harold Robbins
9. Touch Not the Cat de Mary Stewart
10. A Stranger in the Mirror de Sidney Sheldon

## 1977
1. The Silmarillion de J. R. R. Tolkien and Christopher Tolkien
2. The Thorn Birds de Colleen McCullough
3. Illusions: The Adventures of a Reluctant Messiah de Richard Bach
4. The Honourable Schoolboy de John le Carré
5. Oliver's Story de Erich Segal
6. Dreams Die First de Harold Robbins
7. Beggarman, Thief de Irwin Shaw
8. How to Save Your Own Life de Erica Jong
9. Delta of Venus de Anaïs Nin
10. Daniel Martin de John Fowles

## 1978
1. Chesapeake de James A. Michener
2. War and Remembrance de Herman Wouk
3. Fools Die de Mario Puzo
4. Bloodline de Sidney Sheldon
5. Scruples de Judith Krantz
6. Evergreen de Belva Plain
7. Illusions: The Adventures of a Reluctant Messiah de Richard Bach
8. The Holcroft Covenant de Robert Ludlum
9. Second Generation de Howard Fast
10. Eye of the Needle de Ken Follett

## 1979
1. The Matarese Circle de Robert Ludlum
2. Sophie's Choice de William Styron
3. Overload de Arthur Hailey
4. Memories of Another Day de Harold Robbins
5. Jailbird de Kurt Vonnegut
6. The Dead Zone de Stephen King
7. The Last Enchantment de Mary Stewart
8. The Establishment de Howard Fast
9. The Third World War: August 1985 de John Hackett
10. Smiley's People de John le Carré